# 1921 (فلم 2018)
1921 هو فيلم رعب هندي صدر في سنة 2018، من إنتاج وإخراج فيكرام بهات. وبطولة زارين خان وكاران كوندرا. وهو الجزء الرابع من سلسلة أفلام 1920.

## القصة
عندما يصل أيوش إلى إنجلترا لتعلم الموسيقى، يُصاب بالصدمة والخوف عندما يصبح قصره مسكونًا بالأرواح الشريرة. لطردها، يستعين بروز، وهي امرأة تستطيع رؤيتها والتحدث معها.

## وصلات خارجية
- مقالات تستعمل روابط فنية بلا صلة مع ويكي بيانات